# Methanosarcinales
Ordre
Classification phylogénétique
- Ordre : Methanosarcinales
  - Famille : Methanosaetaceae
    - Genre : Methanosaeta

  - Famille : Methanosarcinaceae
    - Genre : Methanimicrococcus
    - Genre : Methanococcoides
    - Genre : Methanohalobium
    - Genre : Methanohalophilus
    - Genre : Methanolobus
    - Genre : Methanomethylovorans
    - Genre : Methanosalsum
    - Genre : Methanosarcina

  - Famille : Methermicoccaceae
    - Genre : Methermicoccus

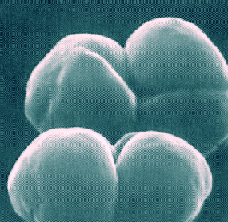
Methanosarcina barkeri fusaro

Les Methanosarcinales sont un ordre d'archées de la classe des Methanomicrobia.